# Mazamitla
Mazamitla là một đô thị thuộc bang Jalisco, México. Năm 2005, dân số của đô thị này là 11671 người.